# Campos Sales (Manaus)
Campos Sales é um bairro não-oficial da Zona Oeste de Manaus, pertencente ao bairro Tarumã..

## Hoje
Dados do bairro
- População: 7.977 moradores. Atualmente o bairro está em fase de crescimento, Os principais bairros vizinhos são o Parque São Pedro, Jesus Me Deu e Santa Etelvina a principal via de acesso aos bairros é a Av. Torquato Tapajós entrada próximo a Bemol, ramal do Campos Sales.

## Transportes
Campos Sales é servido pela empresa de ônibus Vega Transportes, com as linhas 059, 126, 306 ,316 e 318. A linha 324 também passa bem próximo.